# Parasphenella dubia
Parasphenella dubia är en insektsart som först beskrevs av Bolívar, I. 1904.  Parasphenella dubia ingår i släktet Parasphenella och familjen Pyrgomorphidae. Inga underarter finns listade i Catalogue of Life.